# Инспектор Гаджет 2
«Инспектор Гаджет 2» (англ. Inspector Gadget 2) — американский комедийный супергеройский фильм, основанный на мультсериале «Инспектор Гаджет» 1983 года. Продолжение фильма «Инспектор Гаджет», однако Д. Л. Хьюли — единственный, кто вернулся к своей роли.

## Сюжет
Со времен первого фильма прошло 3 года. Инспектор Гаджет, ставший самым лучшим полицейским города Ривертон, засадил за решётку всех имевшихся там бандитов и теперь, страдая от скуки, довольствуется ловлей простых горожан, ловя на откровенно мелких и незначительных нарушениях. Из-за этого в начале фильма он арестовывает мать своего шефа Куимби, поймав её на незначительном превышении скорости на пустынной территории. За эту нелепость шеф Куимби ставит его на испытательный срок. Кроме того, у него возникают глюки с вызовом приборов, вызванные тем, что он лишь прототип кибер-полицейского; его друг, учёный-роботехник Бакстер, обещает ему разобраться с этим.
Однако внезапно судьба улыбается Гаджету: его старый враг Доктор Кло (бывший Сенфорд Сколекс) сбегает из тюрьмы, и Гаджет должен его поймать. Ситуацию резко меняет появление женщины-робота Г2, второй модели Гаджета. Гаджет почти сразу влюбляется в Г2, но понимает, что его глюки будут ему мешать. Кроме того, Г2 предпочитает работать в одиночку и поэтому отвергает предложение Гаджета о партнёрстве, хотя и восхищена его стремлением бороться с преступностью.
Всячески Гаджет, отставленный шефом Куимби на задний план, пытается доказать, что он лучше Г2, но ничего не выходит, т.к. его глюки приводят к провалам. В итоге его увольняют, т.к. Кло подключил к нему специальный контрольный чип и заставил устроить погром на научной выставке, что позволило его людям спокойно украсть представленный там протонный лазер. Пенни решает помочь своему дяде и начинает собственное расследование. 
Перепробовав несколько работ и провалившись на каждой, Гаджет в итоге устраивается парковщиком в одном престижном здании. И именно там доктор Кло крадёт последний компонент для своего супер-оружия, которым оказывается огромный рубин стоимостью 50 тысяч карат; Г2 пытается им помешать, но они легко её нейтрализуют, приклеив к огромному электромагниту. Мэр Уилсон и шеф Куимби разочаровываются в ней и решают прикрыть проект "Гаджет".
Гаджет, который видел эту обидную сцену, проникает в лабораторию Бакстера и реактивирует Г2, чем улучшает её мнение о нём. Внезапно пояаляется их семейный пёс Брейн, который пытается им что-то сообщить. Используя переводчик собачьего лая, разработанный недавно Бакстером, они узнают от Брейна, что Пенни вычислила местоположение Кло: старая фабрика Боулрайт, где в 1959-1960 годах производили инвентарь для боулинга. Они вдвоём отправились туда, но внезапно Кло и его люди вернулись и обнаружили девочку. Гаджет вспоминает про ботинок для боулинга, отобранный ранее Брейном у одного из бандитов во время кражи лазера, и корит себя за то, что не слушал Пенни. Он уговаривает Г2 работать вместе, и они отправляются спасать Пенни.
Утром следующего дня Кло приезжает на открытое место и включает своё супер-оружия: лазер, который останавливает время. Весь город заморожен, но Гаджеты успевают вовремя покинуть его пределы, после чего отправляются в федеральный резервный банк, который и является текущей целью Кло и его банды.
Гаджет пытается догнать Кло на Гаджет-вертолёте, но из-за ошибок в работе ему не удается. Г2 меняется с ним одним из своих чипов, и Гаджету удается догнать Кло, в то время, как Г2 ловит грабителей в банке (причём ей передались сбои Гаджета, что сделало эту поимку весьма комичной). Кло убеждается, что его план может провалиться, поэтому он привязывает Пенни к повозке с динамитом и отправляет на дорогу. Гаджету удаётся её спасти, хотя Г2 и Гаджетмобиль уже начали их оплакивать.
Вместе догоняют Кло, и Гаджету удаётся остановить их на месте, разлив по асфальту гигантскую жевательную резинку. Банду задержали, а сам Кло улетает на ракете в космос, пообещав одолеть Гаджета "в следующий раз".
В конце фильма Гаджета и Г2 награждают медалями отличия за заслуги перед городом, а сам Гаджет награждает Пенни самодельной Медалью Младшего инспектора, признавая её талант. После церемонии награждения Г2 объясняется в своих чувствах к Гаджету, и он целует её. В результате из его головы начинают вылетать фейерверки, один из которых взрывается рядом с мэром Уилсон и шефом Куимби, заставив их кричать на Гаджета.

## В ролях
| Актёр          | Роль             |
| -------------- | ---------------- |
| Френч Стюарт   | Инспектор Гаджет |
| Тони Мартин    | Доктор Кло       |
| Элейн Хендрикс | Г2               |
| Кэйтлин Уэкс   | Пенни            |
| Сигрид Торнтон | мэр Уилсон       |
| Марк Митчел    | шеф Куимби       |

## Художественные особенности
Фильм имеет достаточно поверхностную сюжетную связь с первой частью, которая установлена больше за счёт мелких внешних деталей, чем упоминаний. Оформление персонажей стало больше напоминать таковое в мультсериале.

### Связи и расхождения с первой частью
- Инспектор Гаджет и Доктор Кло ни разу не названы своими настоящими именами из первого фильма (Джон Браун и Сенфорд Сколекс, соответственно), но на контрольном пульте Кло изображён логотип Scolex Industries, подразумевая, что его имя по-прежнему Сэнфорд Сколекс. Кроме того, он по-прежнему предстаёт с клешнёй-протезом, которая канонична только для этих фильмов.
- Гаджетмобиль по-прежнему является разумным, но детали его облика реверсированы: если в первой части он имел белый корпус и фиолетовое лицо на бортовом дисплее, то в сиквеле, наоборот, фиолетовый корпус и белое лицо на бортовом дисплее. Кроме того, если в первой части его «лицо» (фары и передний бампер) носило чисто декоративный характер, в сиквеле оно полностью функционально и даже способно плакать.
- Создательница и оригинальный любовный интерес Гаджета, Бренда Брэдфорд, не попала в сиквел и даже не была упомянута, а заменена на пожилого учёного Бакстера и Г2.

### Сходства с мультсериалом
- Характер инспектора Гаджета стал гораздо ближе к мультсериалу: он самоуверен, часто тупит, но при этом решителен и стоит до конца в своих идеалах. В этой части он много попадает в нелепые ситуации из-за глюков с вызовом приборов, хотя давно освоил их использование.
- Доктор Кло говорит более каноничным хриплым голосом, а его лицо в большинстве сцен скрыто в тени широкополых шляп, а если и показывается, то только ниже уровня глаз (кроме одного кадра).
- Ряд предметов из вооружения Кло носят логотип организации MAD, которую он возглавлял в мультсериале, хотя в фильме это название и даже сама организация не упоминаются.
- Как и в мультсериале, инициативу в расследовании берет на себя племянница Гаджета, Пенни, заметно теперь превосходящая дядю по интеллекту. Однако здесь она попадает в плен к злодеям и её спасает Гаджет, хотя в мультсериале она в таких случаях либо сбегала сама, либо ей помогал Брейн.

## Приём
Фильм был принят гораздо теплее своего предшественника, заработав 40% положительных отзывов на сайте Rotten Tomatoes.